# Sorochemyia oroya
Sorochemyia oroya är en tvåvingeart som beskrevs av Townsend 1915. Sorochemyia oroya ingår i släktet Sorochemyia och familjen parasitflugor.
Artens utbredningsområde är Peru. Inga underarter finns listade i Catalogue of Life.